# Multrå församling
Multrå församling var en församling i Härnösands stift och i Sollefteå kommun i Västernorrlands län (Ångermanland). Församlingen uppgick 2006 i Multrå-Sånga församling

## Administrativ historik
Församlingen bildades omkring 1400 genom en utbrytning ur Sollefteå församling. 
Församlingen var till 2002 annexförsamling i pastoratet Sollefteå och Multrå som fram till 1 maj 1918 även omfattade Eds församling och från 1600-talet till 1873 Långsele församling och mellan 1673 och 1873 Graninge församling. Församlingen uppgick 2002 i Sollefteå-Boteå pastorat för att 2006 uppgå i Multrå-Sånga församling.

## Kyrkor
- Multrå kyrka